# Edsel Auctioneer
The Edsel Auctioneer was een Britse rockband, die in 1988 in Leeds werd geformeerd door Ashley Horner (gitaar/zang), Phil Pettler (bas/zang), Aidan Winterburn (zang/ gitaar) en Chris Cooper (drums). Ze zijn vernoemd naar de ongelukkige Ford-auto waarvan de grille op de schaamdelen van een vrouw had moeten lijken. Als beste vrienden met Pale Saints, woonden ze in dezelfde straat in Leeds, Harold Avenue (die de zogenaamde Voice of the Harolds voortbracht).

## Geschiedenis
Begin 1988 namen ze een aantal nummers op voor een klein onafhankelijk platenlabel in Glasgow, maar dit werd nooit uitgebracht. In plaats daarvan vonden de nummers hun weg naar BBC Radio 1 deejay John Peel, die in het tijdschrift Offbeat beschreef dat hij op het moment dat hij de cassette hoorde, geschokt van de A12 naar Suffolk reed. Peel nodigde de band vervolgens uit in de Maida Vale Studios om een sessie te doen. Ze namen de vier nummers Brickwall Dawn, Blind Hurricane, Between Two Crimes en Place In the Sun op en ze werden eind 1988 uitgezonden en opnieuw in 1989. Hierna tekenden ze bij Decoy Records, een onderdivisie van Rhythm King Records, die ook de thuisbasis was van Mega City Four. Ze namen hun eerste single Our New Skin/Strung op in Camden met Iain Burgess en volgden deze met de ep Stickleback/Bed, Table, Chair/Necessary Disease/Unbroken Line. Deze eerste twee publicaties zijn verzameld als het mini-album Voice of the Harolds. De muziek is vaak geclassificeerd als iets als Dinosaur Jr., Hüsker Dü en My Bloody Valentine, hoewel er ook kenmerken waren van The Byrds, The Monkees en sixties garagebands, evenals The Go-Betweens en The Pixies.
Op dat moment waren ze redelijk succesvol in het Verenigd Koninkrijk en ondersteunden ze Teenage Fanclub, Ned's Atomic Dustbin, Senseless Things, The Telescopes, Buffalo Tom, Silverfish, The Lemonheads en The Wedding Present. Ze werden uitgezonden op Transmission, een ITV-show in de vroege ochtend en Snub TV op BBC Two. Chris Cooper vertrok in 1992 om fulltime lid te worden van Pale Saints (hij zat tegelijkertijd in beide groepen) en Tris Williams trad toe tot de band als vervanger.
Edsel Auctioneer nam hun eerste eigen album Simmer op met Chris Nagle (die The Charlatans had geproduceerd) in Edinburgh en de Strawberry Studios in Stockport eind 1990. Het platenlabel had financiële problemen en het album werd bijna een jaar lang niet uitgebracht en tegen die tijd was veel daadkracht verdwenen. Het album bracht een reeks singles voort, waaronder Starfish (waaronder een cover van Madonna's Borderline) en Undertow in 1992 en 1993. Het label viel vervolgens uit elkaar en de band moest op zoek naar een ander label. Alias Records (de thuisbasis van Archers of Loaf en Yo La Tengo) kwam in 1993 te hulp, nadat ze tijdens het CMJ-festival in New York speelden en door de Verenigde Staten toerden. Hun tweede album The Good Time Music of ... werd in 1994 in Huddersfield opgenomen door Steve Whitfield (technicus van The Cure) en uitgebracht door Alias in 1995. Het album bracht de single Summer Hit voort, een atypisch luchtig bubblegum popnummer, waarop Meriel Barham van Pale Saints back-up zingt. Het album had ook een gastspot van Paul Yeadon van Bivouac. Het album was commercieel niet succesvol en de band ontbond eind 1995 met verschillende soorten taken en gezinsverplichtingen.
Phil Pettler en Chris Cooper spelen nu in de in Leeds gevestigde poppunkband Cyanide PIlls, Aidan Winterburn is docent aan de Leeds Metropolitan University en schrijft voor het tijdschrift Grafik in het Verenigd Koninkrijk, terwijl Ashley Horner filmmaker is in Newcastle bij Pinball Films. Hij voltooide zijn eerste speelfilm The Other Possibility in 2007 (alias Kaz), met muziek van Edsel Auctioneer. Zijn laatste film brilliantlove, geschreven door Sean Conway, vertoond op het Tribeca Film Festival en werd uitgebracht door IFC en Soda Pictures in de Verenigde Staten en het Verenigd Koninkrijk. Het werd in 2010 genomineerd voor een BIFA.